# Freeman (Town)
Die Town of Freeman ist eine von elf Towns im Crawford County im US-amerikanischen Bundesstaat Wisconsin. Im Jahr 2010 hatte die Town of Freeman 739 Einwohner.
Town hat in Wisconsin eine grundlegend andere Bedeutung als in den meisten anderen Bundesstaaten oder dem übrigen englischsprachigen Bereich. Vielmehr entspricht sie den in den anderen US-Bundesstaaten üblichen Townships, die nach dem County die nächstkleinere Verwaltungseinheit bilden.

## Geografie
Die Town of Freeman liegt im Südwesten Wisconsins, am Ostufer des die Grenze zu Iowa bildenden Mississippi. Der Schnittpunkt der drei Bundesstaaten Wisconsin, Iowa und Minnesota liegt rund 20 km nördlich.
Die geografischen Koordinaten des Zentrums der Town of Freeman sind 43°21′41″ nördlicher Breite und 91°03′59″ westlicher Länge. Sie erstreckt sich über eine Fläche von 201,2 km², die sich auf 176,6 km² Land- und 24,6 km² Wasserfläche verteilen. Die selbstständige Gemeinde Ferryville wird vollständig von der Town umschlossen, ohne dieser anzugehören. Im Nordwesten der Town grenzt die überwiegend im benachbarten Vernon County gelegene selbstständige Gemeinde De Soto an.
Die Town of Freeman liegt im äußersten Nordwesten des Crawford County und grenzt an folgende Nachbartowns und -townships:
| Town of Wheatland (Vernon County)                                                | Town of Sterling (Vernon County)            | Town of Franklin (Vernon County) |
| Iowa Township (Allamakee County, Iowa) Lansing Township (Allamakee County, Iowa) | Kompassrose, die auf Nachbargemeinden zeigt | Town of Utica                    |
| Lafayette Township (Allamakee County, Iowa)                                      | Town of Seneca                              |                                  |

## Verkehr

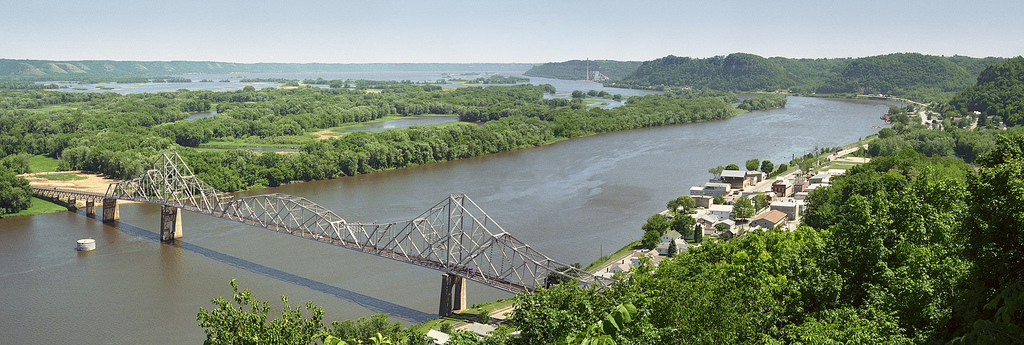
Black Hawk Bridge

Durch die Town of Freeman verläuft der Wisconsin State Highway 35, die hier den Wisconsin-Abschnitt der Great River Road bildet. Wenige Kilometer südlich von De Soto führt der Wisconsin State Highway 82 über die Black Hawk Bridge auf das gegenüberliegende Mississippiufer nach Iowa. Der Wisconsin State Highway 171 verläuft entlang der Südgrenze. Daneben führen noch die County Highways B und V durch das Gebiet der Town of Freeman. Alle weiteren Straßen sind untergeordnete Landstraßen sowie teils unbefestigte Fahrwege.
Entlang des Mississippi verläuft für den Frachtverkehr eine Eisenbahnstrecke der BNSF Railway.
Mit dem Prairie du Chien Municipal Airport befindet sich rund 40 südlich ein kleiner Flugplatz. Die nächsten Verkehrsflughäfen sind der Dubuque Regional Airport in Iowa (rund 140 km südlich), der La Crosse Regional Airport (rund 70 km nördlich) und der Dane County Regional Airport in Wisconsins Hauptstadt Madison (rund 170 km östlich).

## Bevölkerung
Nach der Volkszählung im Jahr 2010 lebten in der Town of Freeman 739 Menschen in 312 Haushalten. Die Bevölkerungsdichte betrug 4,2 Einwohner pro Quadratkilometer. In den 312 Haushalten lebten statistisch je 2,2 Personen.
Ethnisch betrachtet setzte sich die Bevölkerung zusammen aus 98,3 Prozent Weißen, 0,4 Prozent Afroamerikanern, 0,4 Prozent amerikanischen Ureinwohnern, 0,1 Prozent (eine Person) Asiaten sowie 0,3 Prozent Polynesiern; 0,4 Prozent stammten von zwei oder mehr Ethnien ab. Unabhängig von der ethnischen Zugehörigkeit waren 0,1 Prozent der Bevölkerung spanischer oder lateinamerikanischer Abstammung.
16,8 Prozent der Bevölkerung waren unter 18 Jahre alt, 59,6 Prozent waren zwischen 18 und 64 und 23,6 Prozent waren 65 Jahre oder älter. 47,4 Prozent der Bevölkerung war weiblich.
Das mittlere jährliche Einkommen eines Haushalts lag bei 38.250 USD. Das Pro-Kopf-Einkommen betrug 25.043 USD. 7,3 Prozent der Einwohner lebten unterhalb der Armutsgrenze.

## Ortschaften in der Town of Freeman
Neben Streubesiedlung existiert mit Reed noch eine gemeindefreie Siedlung auf dem Gebiet der Town of Freeman.